# SCR 1138-7721
SCR 1138-7721是一顆位於蝘蜓座附近的紅矮星，距離地球約27.3光年。